# Єреванський державний університет
Єрева́нський держа́вний університе́т (вірм. Երեվանի Պետական Համալսարան) — заклад вищої освіти в Єревані.

## Історія
Університет створений 16 травня 1919 року за указом уряду Вірменії. Перші заняття пройшли в лютому 1920 р. Перший ректор, Юрій Гамбарян, для читання лекцій запросив із різних країн відомих вірменських вчених, у тому числі Акопа Манандяна, Манука Абегяна і Степана Малхасянца. У 1920-ті роки університет складався з 5 факультетів. Будівля університету розташовувалося на вулиці Астафьян у Єревані.
У перший навчальний рік в університеті діяв один факультет (історико-мовознавчий), де навчалися 262 студенти і працювали 32 викладачі. До честі першого ректора університету Юрія Гамбаряна слід зазначити, що з першого ж року заснування в університет для викладацької роботи були запрошені імениті викладачі, які закінчили зарубіжні ВНЗ та мали досвід роботи, як-от Акоп Манандян, Манук Абегян, Степан Малхасянц та інші. Після встановлення у Вірменії радянської влади 17 грудня за наказом першого Наркомосу Вірменської РСР Ашота Оганесяна «Про реорганізацію університету Єревану» університет Вірменії був перейменований у Єреванський народний університет. Ректором знову відкритого народного університету було обрано арменіста, професора Акопа Манандяна.
У 1920-ті рр. університет діяв на першому поверсі двоповерхового туфової чорної будівлі навчальної семінарії на вул. Астафяна (сучасна вулиця Абовяна). У народному університеті було 2 факультети: суспільствознавства і природознавчий. Але вже з жовтня 1921 р. в університеті діяли 5 факультетів: суспільствознавства, сходознавства, технічний, педагогічний та радянського будівництва. Згодом факультет суспільствознавства був переформований у сільськогосподарський, а в березні 1922 р. був відкритий також і медичний факультет. Згідно з рішенням уряду від 20 жовтня 1923 р., народний університет був перейменований на державний університет. Статус і відповідальність головного університету країни зросли, але водночас були ускладнені пред'явлені вимоги. Керівництво університету після ретельного відбору запросило вчених-педагогів, що закінчили закордонні ВНЗ і володіли кількома іноземними мовами.
У 1933/1934 навчальному році в університеті діяли економічний, природно-історичний, історико-мовознавчий, фізико-математичний і педагогічний факультети. У 1934 р. педагогічний факультет остаточно відокремився і на його основі був створений самостійно діючий педагогічний інститут (нині — Вірменський державний педагогічний інститут ім. Х. Абовяна). У тому ж навчальному році факультет природознавства був розділений на два факультети: біологічний і хімічний. Таким чином, з 1935/1936 навчального року в університеті формуються і починають діяти 8 факультетів: історичний, філологічний, юридичний, геолого-географічний, хімічний, фізико-математичний, біологічний. У 1945 р. був відкритий і факультет міжнародних відносин, що діяв до 1953 р.
У 1957 р. до державного університету приєднується інститут російської та іноземних мов як один із факультетів, який в 1961 р. знову зняли.
У 1959 р. від фізико-математичного факультету відділяється і набуває самостійність фізичний факультет, від якого в 1975 р. був відділений факультет радіофізики.
У 1991 р. в Єреванському державному університеті було вже 17 факультетів, які готували кадри по 32 спеціальностях.
1960—1990-ті рр. стали безпрецедентними роками розвитку в житті університету: було сформовано ряд нових факультетів, створені нові наукові лабораторії, заснований центр арменістики. Значним чином була оживлена видавнича робота: крім навчальних посібників і підручників були видані наукові роботи іменитих викладачів, наукові журнали, збірники тощо.
1995/1996 навчальний рік ознаменував початок нового етапу діяльності Єреванського державного університету. Відповідно до міжнародних критеріїв, з метою отримання якісно нового університетського освітнього статусу, більшість вірменських ВНЗ, у тому числі і ЄДУ, перейшло на двоступеневу систему освіти.
Дотепер ЄДУ дав близько 90 тисяч випускників. На 21 факультеті навчаються спеціальностями 13 тисяч студентів. З більш ніж 1200 викладачів університету 200 — доктори наук, понад 500 — кандидати наук. В університеті проводять свою науково-педагогічну діяльність більш трьох десятків академіків НАН РВ. Завдяки висококваліфікованим вченим у ВНЗ здійснюються ґрунтовні та прикладні дослідження в різних галузях сучасної науки. Дослідження проводяться в більш ніж 40 напрямках. Організовуються навчально-методичні роботи на більш ніж 100 кафедрах, оснащених новітньою технікою.
Кількість студентів — 12 794. Викладачів — 1311, з них: 9 академіків НАН РВ, 17 членів-кореспондентів НАН РВ, 188 докторів наук, професорів і 612 кандидатів наук, доцентів.

## Структура
Факультети:
- журналістика;
- математика;
- механіка;
- міжнародні відносини;
- фізика;
- радіофізика;
- інформатика та прикладна математика;
- біологія;
- хімія;
- географія;
- геологія;
- економіка;
- вірменська філологія;
- російська філологія;
- історія;
- філософія та психологія;
- соціологія;
- сходознавство;
- романо-германська філологія;
- юриспруденція;
- богословський;
- підготовчий факультет;
- факультет для іноземних студентів.

До складу університету входять: Іджеванська філія; Центри: арменістики, картвелології, єгиптології, елліністики, цивілізаційних та культурологічних досліджень, європейського права та інтеграції, інформаційних технологій та вивчення освіти, доуніверситетської освіти, випускників та кар'єри, культури; 20 науково-дослідних лабораторій.
Кількість напрямів підготовки бакалаврів і спеціалістів, магістрів, аспірантів:
- напряму підготовки бакалаврів — 48;
- напряму підготовки магістрів — 117.

Спеціалізовані ради по захисту дисертацій:
- докторські — 7 рад, у тому числі за фізико-математичним, хімічним, біологічним, філологічним, «Філософія»;
- кандидатські — 4 ради, в тому числі за фізико-математичним, географічним, юридичним, філологічних наук.

Сьогодні близько 13 000 студентів навчаються на 22 факультетах університету. 200 з 1200 викладачів мають вчене звання доктора наук і понад 500 — кандидата.
Університет є одним із наукових центрів Вірменії.

## Ректори
- Юрій Гамбарян (1919—1920)
- Акоп Манандян (1920—1921)
- Давід Заврян (Заврієв) (1921—1922)
- Акоб Ованнісян (1922—1930)
- Тігран Мушегян (1933—1935)
- Врам Костанян (1935—1937)
- Мікаел Єнгібарян (січень-квітень 1937)
- Генрі (Арутюн) Габрієлян (квітень-серпень 1937)
- Анушаван Арзуманян (серпень-вересень 1937)
- Норайр Дабагян (жовтень-листопад 1937)
- Камсар Аракелян (1937—1938)
- Гарегін Петросян (1938—1941 та 1949—1957)
- Рач'я Буніатян (1942—1946)
- Оганес Погосян (1947—1948)
- Гагік Давтян (1957—1961)
- Нагуш Арутюнян (1961—1963)
- Грант Батікян (1963—1966)
- Мкртіч Нерсісян (1966—1977)
- Сергій Амбарцумян (1977—1991)
- Норайр Аракелян (1991—1993)
- Радік Мартіросян (1993—2006)
- Арам Сімонян (2006—2019)

## Видатні випускники
- Арзуманян Олександр Робертович
- Севак Паруйр Рафаелович
- Мегрян Шаген
- Капутікян Сільва Барунаківна
- Шкляр Василь Миколайович
- Тер-Петросян Левон Акопович
- Маркарян Беніамін Єгішевич
- Джрбашян Мхітар Мкртичевич
- Асратян Езрас Асратович
- Абраамян Сергій Гянджумович
- Саакян Гурген Серобович
- Григорян Вартан Рубенович
- Тер-Мінасян Маргарита Єрвандівна